# Esteban Giorgetti
Esteban Javier Giorgetti Neumann (Buenos Aires, Argentina, 11 de mayo de 1991) es un futbolista argentino, nacionalizado chileno. Juega de delantero. Hizo las divisiones inferiores en Universidad de Chile y posteriormente en Palestino, club en el cual debutó profesionalmente en el año 2011.

## Clubes
| Club                  | País  | Año       |
| --------------------- | ----- | --------- |
| Palestino             | Chile | 2011      |
| Deportes Puerto Montt | Chile | 2012      |
| San Antonio Unido     | Chile | 2013-2014 |
| Deportes Melipilla    | Chile | 2014-2016 |
| Deportes Santa Cruz   | Chile | 2016-2017 |
| Deportes Recoleta     | Chile | 2017      |